# Нимфе (бронепалубен крайцер, 1899)
Нимфе (на немски: SMS Nymphe) е немски бронепалубен крайцер от времето на Първата световна война, трети поред кораб от серията крайцери на типа „Газеле“, построени за Имперския германски флот. В 1898 г. е заложен на стапелите на корабостроителницата „Germaniawerft“ в Кил, спуснат на вода ноември 1899 г., септември 1901 г. влиза в състава на Хохзеефлоте (Флота на откритото море). Въоръжен е с батарея от десет 105 mm оръдия и два 450 mm торпедни апарата. Развива скорост от 21,5 възела (39,8 km/h). Корабът има дълга небогата на събития служба, продължила над 30 години и служи в състава на Кайзерлихе Марине (кайзеровия флот) и Райхсмарине (флотът на Ваймарската република). В първите две години на Първата световна война служи като кораб на бреговата отбрана, след което е превърнат на плаваща казарма. В състава на Райхсмарине се връща на активна служба през 1924 и служи до 1929 г. През август 1931 г. е зачеркнат от състава на флота и продаден за скрап.

## Описание
„Нимфе“ е заложен по договор „А“. Kорпусът е заложен в „Germaniawerft“ през 1898 г. Спуснат е на вода на 1 ноември 1899 г., след което започват довършителните работи. На 20 септември 1901 влиза в състава на Флота на откритото море. 105,1 m дълъг, 12,2 m широк, с газене от 4,11 m, водоизместимост 3017 t при пълно бойно натоварване. Двигателната установка се състои от две „Компаунд“ трицилиндрови парни машини производство на AG-Germania. Тя развива мощност от 8 хиляди к.с. (6 kW). Корабът развива скорост от 21,5 възела (39,8 km/h). Парата за машините се образува в десет водотръбни котли „военноморски“ тип. Крайцерът може да носи 500 тона въглища, което осигурява далечина на плаване 3570 морски мили (6610 km) на скорост в 10 възела (19 km/h). Екипажът се състои от 14 офицера и 243 матроса.
Въоръжението на крайцера са десет 105 mm скорострелни оръдия система SK L/40 на единични лафети. Две оръдия са в редица на носа, шест по бордовете, по три на всеки борд и две в редица на кърмата. Общият боекомплект е 1000 изстрела, по 100 на оръдие. Оръдията са с прицелна далечина на стрелбата 12 200 m. Също така корабът е въоръжен с два 450 mm подводни торпедни апарати с общ запас от пет торпеда.. Корабът е защитен от бронирана палуба дебела от 20 до 25 mm. Дебелината на стените на рубката е 80 mm, оръдията са защитени с тънки щитове с 50 mm дебелина.

## История на службата
След влизането в строя „Нимфе“ служи в състава на Флота на откритото море в германски води. Също так служи и като учебен кораб за кадети. След началото на Първата световна война, от август 1914 и до 1916 г., служи като кораб на бреговата отбрана. След това е отстранен от активна служба и се използва като плаваща казарма и учебен кораб в Кил. Влиза в списъка на шестте крайцера, които са в състава на новосъздадения флот на Ваймарската република съгласно Версайския договор. През 1924 г. корабът преминава през сериозна модернизация в „Deutsche Werke“ във Вилхелмсхафен. Носът е преправен в клиперов тип, което увеличава общата дължина на кораба до 108,7 m. Старите 105 mm оръдия система SK L/40 са заменени с по-новите система SK L/45 на лафети използвани в подводния флот. Поставени са два 500 mm торпедни апарата. „Нимфе“ служи в състава на Райхсмарине от 1924 до 1929 г., след което за втори път е отписан от флота. Това става на 31 март 1931 г. и 29 август е продаден за скрап за 61 хил. и 500 райхсмарки. Корпусът е разкомплектован в Хамбург.Екипажът и функциите на „Нимфе“, наследява крайцерът на Рейхсмарине „Кьонигсберг“, който става новият флагмански кораб на Балтийската станция и разузнавателните сили на флота.

## Коментари
1. ↑  Префиксът „SMS“ е от на немски: Seiner Majestat Schiff (Кораб на Негово Величество).
2. ↑  Германските кораби при началото на тяхното строителство получават временни имена. За новите кораби се избират букви. Тези кораби, които трябва да заменят стари или загубени кораби получават приставката „Ерзац“ пред името на заменяемия кораб.
3. ↑  Съгласно номенклатурата на артилерията на флота на Германската империя „SK“ (Schnelladekanone) означава „скорострелно оръдие“, а L/40 означава сравнителната дължина на оръдието в калибри. В дадения случай L/40 означава, че дължината на оръдието съставлява 40 негови калибра (105 × 40).